# 韋德梅季夫卡 (米羅諾夫卡區)
49°53′12″N 31°10′21″E / 49.88667°N 31.17250°E
韋德梅迪夫卡（烏克蘭語：Ведмедівка）是位於烏克蘭北部的村莊，由基辅州奧布希夫區的勒日希夫市鎮負責管轄。該村始建於1600年，面積16.38平方公里，海拔高度189米，2001年人口283。